# Абревіатури, які використовує НАТО
Абревіатури НАТО (англ. NATO Abbreviations) — складноскорочені слова, що утворені з початкових складів або з перших літер слів, що стосуються прямо або опосередковано Організації Північноатлантичного договору. Абревіатури альянсу використовують як в усній, так і в письмовій формах. Інколи складноскорочені слова використовують з метою шифрування слів при передачі даних.
Нижче, в алфавітному порядку, представлено найуживаніші складноскорочені слова, які використовує Північноатлантичний альянс.

## A
- A
  - Alphabet — абетка
  - Army — збройні сили
  - Army — сухопутні війська
  - Attack — штурмовик
  - Austria — Австрія
  - Application — застосування

- A/A — Air-To-Air — повітря — повітря (клас ракет)
- A/C
  - Aircraft
    - літак
    - повітряне судно

  - Air Conditioned — кондиціювання
- A/D — Analog-To-Digital — аналого-цифровий
- A/DC — Analog To Digital Converter — аналого-цифровий перетворювач
- A/E
  - Airfields Engineering — аеродромно-технічне забезпечення
  - Architecture Engineering — архітектурна інженерія
- A/F — Airfield — аеродром
- A/G — Air-To-Ground — повітря — земля (клас ракет)
- A/J — Anti-Jam — придушення
- A/N — alphanumeric — абетково-цифровий
- A/S — antisubmarine — протичовновий

- A2C2[1] — Army Airspace Command And Control — командування і управління повітряним простором сухопутних військ

- A&I — Audit and Inspection — аудит та інспекція

- AA
  - Anti Aircraft — протиповітряний
  - Air Armament — рейсове обладнання
  - Air Army — повітряна армія
  - Area of Action — сфера діяльності
- AAA
  - Anti-Aircraft Artillery — протиповітряна артилерія
  - Area Advisory Authority[2] — консультативний орган
- AAB[3] — Air Assault Brigade — повітряно-штурмова бригада
- AABCP — Advanced Airborne Command Post — повітряне командування
- AABNCP — Advanced Airborne National Command Post — національне повітряне командування
- AAC — Alaskan Air Command — повітряне командування Аляски
- AACC — ATAF Airspace Coordination Centre — повітряний координаційний центр ATAF
- AACOMS — Army Area Communications System — система зв'язку назмених сил
- AAD[4] — Advanced Ammunition Depot — розширений склад боєприпасів
- AADC
  - Area Air Defense Commander[5] — командувач ППО
  - Advanced Avionics Digital Computer — цифровий комп'ютер авіоніки з розширеними можливостями
- AADGE[6] — ACE (Allied Command Europe) Air Defence Ground Environment — система протиповітряної оборони
- AAF — Allied Air Force — об'єднані ВПС НАТО
- AAFCE — Allied Air Forces, Central Europe — об'єднані ВПС НАТО у Центральній Європі
- AAL[7] — Light Anti-Aircraft Artillery — зенітна артилерія
- AAM[8] — Air-To-Air Missile — ракета типу повітря-повітря
- AAMG[9] — Anti-Aircraft Machine-Gun — зенітний кулемет
- AAN[10] — North Atlantic Assembly — Парламентська асамблея НАТО
- AAP
  - Allied Administrative Publications — документи, що стосуються управління (адміністрування)
- AAR
  - Air-To-Air Refuelling — дозаправка у повітрі
  - Automatic Alternative Routing — автоматична маршрутизація
- AAS
  - Aeromedical Airlift Squadron — медична ескадрилья
  - Aerospace Application Study — оцінка використання повітряного простору
  - Architectural ADP System — система обробки даних
- AAW
  - Anti Air Warfare[11] — протиповітряна оборона
  - Anti-Aircraft Automatic Weapon — зенітна установка
- AAWACU[12] — Anti-Air Warfare Aircraft Control Unit — протипіхотний блок управління
- AAWC[13]
  - Anti Air Warfare Commander — командувач протиповітряних операцій
  - Anti-Air Warfare Coordinator — координатор протиповітряних операцій
- AAWCN — Anti-Air Warfare Command Net

- AB
  - Air Base — авіабаза
  - Air Burst — повітряний вибух
  - afterburner — форсаж
- ABB — Airborne Brigade[14] — повітряно-десантна бригада
- ABC (NATIONS)[15] — America, Britain, Canada — Америка, Велика Британія, Канада
- ABCA (NATIONS) — America, Britain, Canada, Australia — Америка, Велика Британія, Канада, Австралія
- ABCCC[16]
  - Airborne Command, Control and Communications (System) — повітряно-десантне командування
- ABD[17] — Airborne Division — повітряно-десантна дивізія
- ABM — Anti-Ballistic Missile — протиракета
- ABN — Airborne — авіаційний
- ABNCP — Airborne Command Post — повітряно-десантне управління
- ABNOC[18] — Airborne Operations Centre — центр повітряних операцій
- ABRGT[19] — Airborne Regiment — повітряно-десантний полк
- ABT — Air Breathing Threat — аеродинамічні засоби повітряного нападу

- AC
  - Army Corps — Корпус
  - Airspace Control — контроль повітряного простору
  - Antigua and Barbuda — Антигуа і Барбуда
  - Aircraft — літак

- - Ad hoc Committee — спеціальний комітет
- ACA
  - Airspace Control Authority — орган з контролю повітряного простору
  - Airspace Co-ordination Area — координація повітряного простору
  - Central Supply Agency — центральне закупівельне агентство
- ACAMP[20]
  - Allied Camouflage and Concealment Publication — об'єднане управління з маскування та імітації
- ACBA[21] — Allied Command, Baltic Approaches — Командування ОЗС НАТО на підступах до Балтійського моря
- ACC
  - Air Command and Control — авіаційне командування
  - Air Component Command — штаб-квартира командування
  - Air Control Centre — центр управління повітряного простору
  - Area Control Centre — диспетчерський центр
  - Approach Control Centre
  - Airspace Coordination Centre — координаційний центр повітряного простору
- ACCHAN[22] — Allied Command, Channel — об'єднане командування, RSS
- ACCIS[23] — Automated Command And Control Information System — автоматизована система управління і контролю
- ACCS — Air Command And Control System — система авіаційного командування і управління
- ACCSA — Allied Communications and Computer Security Agency — агентство зв'язку і комп'ютерної безпеки

- ACDA[24] — Arms Control and Disarmament Agency — Агентство з озброєння і роззброєння
- ACE — Allied Command Europe — Стратегічне командування ОЗС НАТО в Європі
- ACEHIGH — ACE (Allied Command Europe) Tropscatter Communications System
- ACF — Airspace Control Facility — засіб для регулювання повітряного простору
- ACLANT — Allied Command Atlantic — командування ОЗС НАТО в Атлантиці
- ACM
  - Airspace Control Means — заходи контролю повітряного простору
  - Air Combat Manoeuvre — бойовий маневр (авіація)
- ACMREQ[25] — Airspace Control Means Request — попит на заходи контролю повітряного простору
- ACO
  - Air Control Order — контроль повітряного простору
  - Air Coordinator — координатор повітряних операцій
  - Airspace Coordination Order — центр координації повітряного простору
  - Antitank — протитанкова зброя
- ACOC — Air Command Operations Centre — командний центр повітряних операцій
- ACOS — Assistant Chief of Staff — помічник начальника штабу
- ACOUSTINT — Acoustic Intelligence
- ACCS — Air Command and Control System — система управління ППО
- ACED — Advanced Communications Equipement Depot — передові засоби зв'язку
- ACELIP[26] — ACE (Allied Command Europe) Long-Term Infrastructure Programme — довгострокова програма з розвитку інфраструктури союзних держав у Європі
- ACG — Amphibious Combat Group — десантна група
- ACHQ — Advanced Control Headquarters — оперативний штаб
- ACI — Airborne Control Intercept — бортове управління
- ACIL — ACE (Allied Command Europe) Installation List — список установок ОЗС НАТО в Європі
- ACP
  - Airspace Control Plan — план контролю повітряного простору
  - Advanced Command Post — розширений командний пункт
  - Allied Communications Publication
- ACR
  - Airfield Control Radar[27] — радіолокаційний контроль
- ACS
  - Aircraft Cross-Servicing — крос-обслуговування літаків
  - Airspace Control System — система управління повітряним простором
- ACSA[28] — Allied Communications Security Agency — агентство з безпеки
- ACSM — Assemblies, Components, Spare Parts and Materials — вузли, запчастини та матеріали
- ACSP — Aircraft Cross-Servicing Program — програма крос-обслуговування літаків
- ACTIMED[29] — Agency for the Coordination of Inland Transport In The Mediterranean — агентство з координації транспорту в Середземномор'ї
- ACU — Aircraft Control Unit — блок управління літака
- ACW — Anti Carrier Warfare
- ACV
  - Armoured Combat Vehicle — броньована бойова машина
  - Air Cushion Vehicle — судно на повітряній подушці

- AD
  - Air Defence — повітряна оборона
  - Armoured Division — бронетанкова дивізія
  - ACE Directive — директива ACE
  - Andorra — Андора
  - Assistant Director — помічник (асистент) директора
- AD (G) — Air Defence (ground) — наземна оборона
- ADA
  - Air Defence Area — площа ППО
  - Air Defense Artillery — зенітна артилерія
  - Anti-Aircraft Artillery — протиповітряна оборона
- ADAC[30] — Short Take-Off and Landing (Aircraft) — літак короткого зльоту й посадки
- ADAC/V — Vertical/Short Take-Off and Landing — літак короткого зльоту й посадки (вертикально)
- ADATS — Air Defence Anti-Tank System — зенітна і протитанкова система
- ADAV — Vertical Take-Off and Landing (Aircraft) — літак вертикального зльоту й посадки
- ADC
  - Aerodrome Controller — диспетчер аеродрому
  - Air Defence Command — команда ППО
  - Air Defence Commander — командувач ППО
- ADCC[31] — Air Defence Control Centre — центр управління ППО
- ADCAV[32] — Short Take-Off and Vertical Landing — літак короткого зльоту і посадки
- ADCOM — Administrative Command — адміністративна команда
- ADCON[33] — Administrative Control — адміністративний контроль
- ADCOORD[34] — Air Defence Co-ordinator — координатор ППО
- ADD — Air Defence District — площа ППО
- ADEW — Air Defence Early Warning — система раннього попередження
- ADEX — Air Defence Exercise — навчання ППО
- ADF — Automatic Direction-Finder — автоматичний детектор напрямку
- ADGE — Air Defence Ground Environment — наземний блок ППО
- ADH
  - Automated Data Handling — автоматизована передача даних
- ADI — Air Defence Interceptor — перехоплювач ППО
- ADIZ — Air Defence Identification Zone — зона ідентифікації ППО
- ADL — Automatic Data Link — автоматичний зв'язок даних
- ADLO — Air Defence Liaison Officer — офіцер зв'язку
- ADM — Atomic Demolition Munition — ядерний заряд
- ADML — Atomic Demolition Munition Location
- ADMP — Air Defence Modernization Plan — план модернізації ППО
- ADOC — Air Defence Operations Centre — оперативний центр ППО
- ADOLT — Air Defence Operations Liaison Team
- ADOPS — Air Defense Operations — операції ППО
- ADP
  - Air Defence Plan — план ППО
  - Automated Data Processing — автоматизована обробка даних
  - Automatic Deletion Procedure — автоматична процедура видалення
  - Allied Defence Publication — публікації
- ADR
- ADROE — Air Defence Rules Of Engagement — правила застосування ППО
- ADS
  - Air Defence Sector — сектор ППО
  - Air Defence System — система ППО
  - Architectural Design Study — архітектурний дизайн
- ADSC — Air Defence Software Committee — комітет протиповітряної оборони
- ADSIA — Allied Data Systems Interoperability Agency — агентство міжмережевого обміну інформації
- ADT — Approved Departure Time — затверджений час вильоту
- ADW — Air Defence Warning — попередження про загрозу з повітря
- ADWHQ — Air Defence War Headquarteres — штаб ППО
- AE
  - Aeromedical Evacuation — медична евакуація з повітря
  - United Arab Emirates — ОАЕ
- AECC
  - Aeromedical Evacuation Control Centre — центр управління медичної евакуації з повітря
  - Aeromedical Evacuation Co-ordination Centre — центр координації медичної евакуації з повітря
- AEGIS — Airborne Early Warning Ground Environment Integration Segment
- AEODP
  - Allied Explosive Ordnance Disposal Publication — публікації з питань боєприпасів і вибухових речовин
- AES — Aeromedical Evacuation System — система медичної евакуації з повітря
- AESB — Armament and Equipement Storage Base — база даних зброї та спорядження
- AETACS — Airborne Elements Of The TACS — елементи TACS
- AETP
  - Allied Electronics Publication — публікації з електроніки
- AEW
  - Airborne Early Warning — раннє попередження літаків
  - Airborne Early Warning (radar picket Aircraft) — місце розташування повітряного судна раннього попередження (літак спостереження оснащений радіолокатором)
- AEW&C — Airborne Early Warning And Control — раннє попередження та управління літаком
- AEW&CS[35] — Airborne Early Warning & Control System — система раннього попередження
- AF
  - Air Force — військово-повітряні сили
  - Afghanistan — Афганістан
  - Audio Frequency — частота (акустика)
  - Augmentation Force
- AFAR[36] — Azores Fixed Acoustic Range — акустичний полігон
- AFB — Air Force Base — військово-повітряна база
- AFC — Automatic Frequency Control — автоматичне керування частотою
- AFCENT[37] — Allied Forces Central Europe — ОЗС НАТО у Центральній Європі
- AFCS — Automatic Flight Control System — автоматична система управління польотом
- AFG — Afghanistan — Афганістан
- AFICE — Air Forces Iceland — Військово-повітряні сили Ісландії
- AFIL — Flight Plan Filed In The Air — план польоту
- AFISO — Aerodrome Flight Information Service Officer — офіцер з польоту та інформаційних послуг
- AFMED — Allied Forces, Mediterranean — ВПС Середземномор'я
- AFNON — Allied Forces, North Norway — Командування в Північній Норвегії (Кольсас, Норвегія)
- AFNORTH[38] — Allied Forces Northern Europe — Командування ОЗС НАТО у Північній Європі
- AFNORTHWEST[39] — Allied Forces North-West Europe — Командування ОЗС НАТО у Північно-Західній Європі
- AFS — ACE (Allied Command Europe) Forces Standards — стандарти об'єднаного командування
- AFSONOR — Allied Forces, South Norway — Командування в Південній Норвегії
- AFSOUTH — Allied Forces Southern Europe — Командування ОЗС НАТО в Південній Європі
- AFTN — Aeronautical Fixed Telecommunication Network — постійна мережа авіаційного зв'язку
- AFV — Armoured Fighting Vehicle — бойова броньована машина
- AGARD — Advisory Group for Aerospace Research and Development — консультативна група з розвідки повітряного простору
- AGC — Amphibious Group Command — командування посадкою
- AGEOP — Allied Geographic Publication(s) — публікації з географії
- AGL — Above Ground Level — над рівнем землі
- AGM — Air To Ground Missile — ракета типу «повітря-земля»
- AGO — Angola — Ангола
- AGOS — Air-Ground Operations Section — секція операцій повітря-земля
- AGS — Alliance Ground Surveillance — система наземного спостереження
- AGZ — Actual Ground Zero — нульова точка

- AH — Attack Helicopter — ударний вертоліт
- AHC — ACCS Hardware Committee — комісія з устаткування ACCS
- AHG — Ad Hoc Group — спеціальна група
- AHP — Allied Hydrographic Publication(s) — публікації з гідрографії
- AHS — Airborne Homming System — система повітряного самонаведення
- AHWG — Ad Hoc Working Group — спеціальна робоча група
- AI
  - Air Interdiction — повітряна заборона
  - Aeronautical Information — аеронавігаційна інформація
- AICV — Armoured Infantry Combat, Vehicle — бойова машина піхоти
- AIF — Automated Intelligence File
- AIFV — Armoured Infantry Fighting Vehicle — бронетранспортер
- AIG — Address Indicator Group
- AIM — Aerial Intercept Missile — перехоплювач ракети
- AIP
  - Air Independent Propulsion
  - Aeronautical Information Publication — збірник аеронавігаційної інформації
- Air Ops — Air Operations — повітряні операції
- AIRBALTAP[40] — Allied Air Forces, Baltic Approaches — командування ВПС НАТО на підступах до Балтійського моря
- AIRCENT — Allied Air Forces Central Europe — командування ВПС НАТО в Центральній Європі
- AIREASTLANT[41] — Naval Air Forces, East Atlantic Area — командування в східній Атлантиці
- AIREX — Air Live Exercise — повітряне навчанн
- AIRNORTHWEST — Allied Air Forces North-Western Europe — командування ВПС НАТО в Північно-Західній Європі
- AIROFEX — Air Offensive Exercise — наступальні повітряні навчання
- AIRSONOR — Allied Air Forces, South Norway — командування ВПС в Північній Норвегії
- AIRSOUTH — Allied Air Forces, Southern Europe — командування ВПС в Південній Європі
- AIRSTAR — Air Status Report — звіт про повітряний статус
- AIS
  - Aeronautical Information Service — служба аеронавігаційної інформації
  - Automated Information System — автоматизована інформаційна система
  - Advanced Identification System — модернізована система ідентифікації
- AJ
  - Azerbaydzhan — Азербайджан
  - Anti-Jamming — антиперешкода
- AJF — Allied Joint Forces — об'єднані збройні сили НАТО
- AJI — Area of Joint Interest — спільний інтерес
- AJO — Allied Joint Operations — операції та місії НАТО
- AJP
  - Allied Joint Publication — публікації, що стосуються ОЗС НАТО

- AL — Albania — Албанія
- ALARM — Air-Launched Anti-Radar Missile — протирадіолокаційна ракета
- ALB — Albania — Албанія
- ALC — Allied Logistics Centre — центр логістики
- ALEX — Alert Exercise — сигнальні навчання
- ALLA — Allied Long Lines Agency — агентство дальніх маршрутів
- ALO — Air Liaison Officer — офіцер зв'язку
- ALP
  - Allied Logistic Publication — збірник публікацій з логістики
- ALSS — Advanced Logistics Support Site — матеріально-технічне забезпечення
- ALTREV — Altitude Reservation — висота над рівнем моря
- ALTROCCENT — Alternate Regional Operational Control Center — альтернативний центр управління

- AM — Armenia — Вірменія
- AMC — Airspace Management Cell — менеджмент повітряного простору
- AMCC
  - Allied Mobility Co-ordination Centre — координаційний центр
- AME — Airspace Management Element — організація повітряного простору
- AMEDP
  - Allied Medical Publication — публікації, що стосуються медицини
- AMF — ACE (Allied Command Europe) Mobile Force — командування мобільними силами НАТО в Європі
- AMLS — Airspace Management Liaison Section — відділ організації повітряного простору
- AMMS — Automatic Message Management System — автоматична система рульового управління
- AMO — Allied Meteorological Office — метеорологічне бюро
- AMP
  - Allied Mining Publications — публікації, що стосуються мінних установок
- AMPA — Advanced Mission Planning Aid — система планування
- AMPS — Automated Message Processing System — автоматизована обробка повідомлень
- AMRAAM — Advanced Medium-Range Air-to-Air Missile — модернізована ракета типу повітря-повітря середньої дальності
- AMSA — Allied Military Security Agency — агентство військового захисту і таємниці
- AMSG — Allied Military Security Guidelines — правила з охорони військової таємниці
- AMSL — Above Mean Sea Level — над рівнем моря
- AMSP
  - Allied Military Security Publication (Cryptographic Publications) — криптографічні видання
- AN
  - Andorra — Андора
- ANAQ — National Quality Assurance Authority — національне бюро якості
- ANCA — Allied Naval Communications Agency — агентство з комунікації
- AND — Andorra — Андора
- ANP — Andorra — Андора
- AO
  - Aircraft Operator — оператор літака
  - Angola — Ангола
  - Area Of Operations — сфера діяльності
- AOA
  - Amphibious Objective Area — площа для операцій
- AOB
  - Air Order of Battle — орден на повітряні операції
  - Any Other Business — інші питання
- AOC
  - Air Operations Centre — центр повітряних операцій
- AOCC — Air Operations Co-ordination Centre — координаційний центр повітряних операцій
- AOCC(L) — Air Operations Co-ordination Centre (Land) — координаційний центр наземних повітряних операцій
- AOCC(M) — Air Operations Co-ordination Centre (Maritime) — координаційний центр наводних повітряних операцій
- AOD — Air Operation Directive — директива повітряних операцій
- AOI
  - Area Of Interest — зона інтересу
- AOR — Area Of Responsibility — зона відповідальності
- AP
  - Armour-Piercing — Бронебійний снаряд
  - Assumed Position — передбачувана позиція
  - Accredited Personnel — акредитований персонал
  - Anti-Personnel — протипіхотний
- APA — Air Patrol Area — площа патрульного літака
- APC — Armoured Personnel Carrier — бронетранспортер
- API — Air Photo Interpretation — інтерпретація аерофотознімків
- APIC — Allied Press Information Centre — прес-центр
- APID — Air Photographic Interpretation Detachment — відділ розшифровки аерофотознімків
- APIU — Army Photo Interpretation Unit
- APOD — Airport Of Debarkation — аеропорт для висадки
- APOE — Airport Of Embarkation — аеропорт для посадки
- APP
  - Allied Procedural Publications — процедурні публікації
  - Air Policing Procedure — порядок патрулювання повітряного простору
  - Approach Control Service — диспетчерське обслуговування
- APS — Auxiliary Power Supply — додатковий блок живлення
- APU — Auxiliary Power Unit — допоміжна силова установка

- AQ[42]
  - Quality Assurance — гарантія якості
- AQAP[43]
  - Allied Quality Assurance Publications — публікації з якості
- AQL — Acceptable Quality Level — прийнятний рівень якості
- AR
  - Air Route — маршрут
  - Argentina — Аргентина
  - Anti-Radiation — протирадіолокаційна ракета
- ARA' — Airborne Relay Aircraft — ретранслятор повітря
- ARCN — Air Reporting and Control Net — перевірка і керування повітряною мережею
- ARE — United Arab Emirates — ОАЕ
- AREC — Air Resource Element Co-ordinator
- AREPS — ACE (Allied Command Europe) Reaction Forces Planning Staff — штаб-квартира сил швидкого реагування НАТО
- ARF — ACE (Allied Command Europe) Reaction Force — сили швидкого реагування НАТО
  - ARG — Argentina — Аргентина
- ARLO — Air Reconnaissance Liaison Officer — офіцер повітряної розвідки
- ARM
  - Anti Radiation Missile[44] — протирадіолокаційна ракета
  - Armenia — Вірменія
  - Antiradiation Missile — ракета електромагнітного випромінювання
- ARRC — ACE (Allied Command Europe) Rapid Reaction Corps — корпус швидкого реагування НАТО
- ART
  - Artillery — артилерія
  - Air-Launched Radiation Thermometer — радіаційний термометр
- ARTEX — Artillery Exercise — артилерійські навчання
- ARTY — Artillery — артилерія
- ARW — Air Raid Warning — система повітряного попередження
- ARV — Armoured Recovery Vehicle — броньована евакуаційна машина
- AS
  - Australia — Австралія
  - Associated Support — супутня підтримка
- ASA
  - Air Surveillance Area — площа повітряного спостереження
  - Weapon System Partnership — партнерство в області систем озброєння
- ASAC — Air Surveillance and Control — управління повітряного спостереження
- ASACS — Air Surveillance And Control System — система спостереження та контролю повітряного простору
- ASAG — Air Surface Action Group — група наземних операцій
- ASAP — As Soon As Possible — якнайскоріше
- ASAT
  - Air Search Attack Team — повітряна розвудувальна команда
  - Anti-Satellite — протисупутникова зброя
- ASC
  - Airspace Control — контроль повітряного простору
  - ACCS (Air Command And Control System) Software Committee — комітет забезпечення оборони повітряного простору
- ASCC — Air Standardization-Coordination Committee — координаційний комітет авіації та стандартизації
- ASG[45] — AFCENT (Allied Forces, Central Europe) Support Group — група підтримки ОЗС НАТО в Центральній Європі
- ASI — Airspeed Indicator — покажчик швидкості
- ASM
  - Airspace Management — організація повітряного простору
  - Air to Surface Missile — ракета типу повітря-вода
  - Antisubmarine — протичовнова оборона
  - Air-to-Surface Missile — ракета типу повітря-земля
  - Airfield Survival Measures — заходи щодо забезпечення функціонування аеропорту
- ASMD — Anti Ship Missile Defence — корабель ППО
- ASMP — Medium-Range Air-to-Ground — ракета типу повітря-земля середньої дальності
- ASOC
  - Air Sovereignty Operations Centre — центр підтримки національних повітряних операцій
- ASP — Ammunition Supply Point — точка поставки боєприпасів
- ASR
  - Alliance Standardization Requirements — вимоги до стандартів НАТО
  - Authorized Supply Rate — раціон запасів
  - Area Surveillance Radar — радіолокаційне спостереження
- ASRAAM[46] — Advanced Short-Range Air-to-Air Missile — ракета типу повітря-повітря малого радіуса дії
- ASROC[47] — Antisubmarine Rocket — протичовнова ракета
- ASSAD — Advanced Shipborne Area Air Defence — розширена область військово-морської ППО
- ASSESSREP[48] — Assessment Report — звіт про оцінку діяльності
- ASSM — Antiship Surface Missile — протикорабельна ракета
- ASSU — Air Support Signal Unit — корпус підтримки повітряних комунікацій
- ASUWEX[49] — Antisurface Warfare Exercise — надводні навчання
- ASW — Anti Submarine Warfare — підводний човен
- ASWC — Anti Submarine Warfare Commander — командувач протичовнових операцій
- ASWEX — Antisubmarine Warfare Exercise — навчання протичовнової оборони
- AT
  - Air Transport — повітряний транспорт
  - Antitank — протитанкова оборона
  - Austria — Австрія
- ATA
  - Air Target Area — повітряна зона
  - Actual Time of Arrival — фактичний час прибуття
- ATAB — Air Transport Allocations Board — розподіл управління повітряного транспорту
- ATAC — Air Tasking Authority Commander — керівник повітряної групи
- ATAF — Allied Tactical Air Force
- ATB
  - Advanced Technology Bomber
  - Air Technical Battalion — технічний батальйон ВПС
- ATBM — Anti-Tactical Ballistic Missile — протибалістична ракета
- ATC
  - Air Traffic Control — управління повітряним рухом
  - Armoured Troop Carrier — бронетранспортер
- ATCA — Allied Tactical Communications Agency — агентство тактичного зв'язку
- ATCC — Air Traffic Control Centre — центр керування повітряним рухом
- ATCCIS[50] — Army Tactical Command and Control Information System — тактична комп'ютерна система для управління та контролю сухопутних військ
- ATCV — Antitank Combat Vehicle — бойова протитанкова машина
- ATD — Actual Time of Departure
  - поточний час старту
  - фактичний час вильоту
- ATE — Automatic Test Equipement — автоматичний пристрій тестування
- ATF
  - Allied Tactical Force — об'єднані тактичні війська
- ATFM[51] — Air Traffic Flow Management — організація потоків повітряного руху
- ATG
  - Antigua and Barbuda — Антигуа і Барбуда
  - Amphibious Task Group — бойова десантна група
- ATGM — Antitank Guided Missile — ПТРК
- ATGW — Antitank Guided Weapon — протитанкова керована зброя
- ATICE — Agency for the Coordination of Inland Transport In Central Europe — агентство координацій внутрішнього транспорту в Центральній Європі
- ATM
  - Air Task Message — повітряна телеграма
  - Air Traffic Management — управління повітряним рухом
- ATMC — Airspace And Traffic Management Centre — центр організації повітряного руху та повітряного простору
- ATO
  - Area of Tactical Operations — площа тактичних операцій
- ATOC — Air Tactical Operations Centre — центр тактичних операцій
- ATP
  - Allied Tactical Publications — публікації з тактичної авіації
- ATR — Automatic Target Recognition — автоматичне розпізнання цілі
- ATS — Air Traffic Service — обслуговування повітряного руху
- ATSTAT — Air Transport Status Report — звіт про стан повітряного транспорту
- ATTU — From Atlantic To The Urals — від Атлантики до Уралу

- ATZ
  - Airfield Traffic Zone — зона повітряного руху

- AU
  - Australia — Австралія
  - Accounting Unit — автономний пристрій
- AUM — Air-to-Underwater Missile — протичовнова ракета типу повітря-глибина
- AUS — Australia — Австралія
- AUT — Austria — Австралія

- AVGAS[52] — Aviation Gasoline — авіаційне паливо
- AVMRL — Armoured Vehicle-Mounted Rocket — Launcher — ракетниця, встановлена на бронетранспортер
- AVR — Automatic Voltage Regulator — автоматичний регулятор напруги

- AW
  - AW — Amphibious Warfare — операції амфібій
- AWACS — Airborne Warning And Control System — авіаційний комплекс радіолокаційного виявлення і наведення
- AWHQ — Alternate War Headquarters — альтернативна штаб-квартира
- AWNIS[53] — Allied Warning Navigational Information System — система попередження навігаційної інформації
- AWX — All Weather Fighter — винищувач призначений для роботи в будь-яких погодних умовах
- AWY — Airway — авіалінії

- AZ
  - Azimuth — азимут
  - Azerbaydzhan[54] — Азербайджан
- AZE — Azerbaidjan — Азербайджан

## B
- BA
  - Bosnia-Hercegovina — Боснія і Герцеговина
  - Bahrain — Бахрейн
- BAC — Bilateral Agreement Conference — двостороння угода
- BAI — Battlefield Air Interdiction — ізоляція поля бою
- BALFLT — Baltic Fleet — Балтійський флот
- BALTAP[55] — Allied Forces Baltic Approaches — ОЗС НАТО на підступах до Балтійського моря
- BASS
  - Base Automated Supply System — автоматизована система бази даних
  - Barrier Ammunition Storage Site[56] — місце зберігання боєприпасів

- BB[57] — Barbados — Барбадос

- BC
  - Battle Casualties — бойові втрати
  - Botswana — Ботсвана
- BCA[58] — Broadcast Control Authority — органи, відповідальні за контроль радіопередачі
- BCD[59] — Battlefield Co-ordination Detachment — координація на полі бою
- BCE — Battlefield Co-ordination Element — координаційна група

- BD — Bangladesh — Бангладеш
- BDA[60]
  - Battle Damage Assessment — оцінка результатів битви
  - Bomb Damage Assessment — оцінка результатів бомбардування
- BDE[61] — Brigade — бригада
- BDI — Burundi — Бурунді
- BDR[62] — Battle Damage Repair — видалення бойових ушкоджень
- BDZ[63] — Base Defence Zone — зона оборони

- BE — Belgium — Бельгія
- BEF[64] — Belgian Franc — бельгійський франк
- BEL — Belgium — Бельгія
- BEN — Benin — Бенін
- BENECHAN[65] — Benelux Sub-Area, Channel — країни Бенілюкса

- BF
  - Bahamas[66] — Багамські Острови
  - Burkina Faso[67] — Буркіна-Фасо
- BFA — Burkina Faso — Буркіна-Фасо
- BFI[68] — Bulk Fuel Installation — склади палива

- BG[69][70]
  - Bulgaria — Болгарія
  - Bangladesh — Бангладеш
- BGD — Bangladesh — Бангладеш
- BGL[71] — Laser-Guided Bomb — бомба з лазерним наведенням
- BGR — Bulgaria — Болгарія

- BH[72][73]
  - Belize — Беліз
  - Bahrain — Бахрейн
- BHR — Bahrain — Бахрейн
- BHS — Bahamas — Багамські острови

- BI
  - Burundi — Бурунді
  - Brunei — Бруней
- BIFF[74] — Battlefied Identification Friend or Foe — система ідентифікації ворога/друга
- BIH — Bosnia — Hercegovina — Боснія і Герцеговина
- BICES[75] — Battlefield Information Collection And Exploitation System — система збору і обробки даних

- BJ[76] — Benin — Бенін

- BL[77] — Bolivia — Болівія
- BLKFLT[78] — Black Sea Fleet — Чорноморський флот
- BLT[79] — Battalion Landing Team — командос
- BLU[80] — Single Sideband — одна бічна смуга
- BLZ — Belize — Беліз

- BM — Burma — Бірма
- BMD — Ballistic Missile Defence — захист від балістичних ракет
- BMEWS[81] — Ballistic Missile Early Warning System — система раннього попередження балістичних ракет
- BMS
  - Battlefield Management System — рульове управління
  - Military Agency for Standardization — агентство стандартизації

- BN
  - Brunei — Бруней
  - Benin — Бенін
- BNC — National Codification Bureau — національне координаційне бюро
- BNF — Public Sector Borrowing Requirement — державний сектор запозичення

- BO
  - Bolivia — Болівія
  - Belarus — Білорусь
- BOA — International Board Of Auditors for NATO — Міжнародний комітет аудиторів НАТО
- BOC — Battalion Operations Centre — оперативний центр
- BOCCA — Bureau for the Coordination of Civil Aviation — Координаційне бюро цивільної авіації
- BOD
  - Board Of Directors — рада директорів
- BOL — Bolivia — Болівія
- BOSS — Ballistic Offesive Suppression System — система для придушення позиціх балістичних ракет

- BP — Solomon Islands — Соломонові Острови
- BPR — Office of Primary Responsibility — головне бюро

- BR
  - Battlefield Reconnaissance — визнання бою
  - Brazil — Бразилія
- BRA — Brazil — Бразилія
- BRASS[82] — Broadcast and Ship-to-Shore (System) — система зв'язку «судно-берег»
- BRB — Barbados — Барбадос
- BRN — Brunei — Бруней

- BS — Bahamas — Багамські острови
- BSA — Brigade Support Area — площа підтримки бригади
- BSP — Budget Sumbission Figure — проєкт бюджету

- BT
  - Bhutan — Бутан
  - Bathythermograph — батітермограф
- BTN — Bhutan — Бутан

- BU
  - Bulgaria — Болгарія
  - Burma — Бірма
- BUDFIN — Budget and Finance — бюджет і фінанси
- BUR — Burma — Бірма

- BW
  - Botswana — Ботсвана
  - Biological Warfare[83] — біологічна війна
- BWA — Botswana — Ботсвана

- BY — Burundi — Бурунді
- BYS — Belarus— Білорусь

- BVR — Beyond Visual Range — поза зоною видимості

- BZ — Belize — Беліз

## C
- C2[84] — Command And Control — командування і управління
- C2CS[85] — Command and Control Communication System — система управління навігації та зв'язку
- C2IS[86]
  - Command, Control and Information System — система управління, контролю та інформації
- C2W[87] — Command and Control Warfare — командування і управління бою

- C3
  - Command, Control And Communication — командування, управління і зв'язок
  - Consultation, Command and Control — консультації, командування і контроль
- C3I
  - Command, Control, Communication And Intelligence[88] — командування, управління, зв'язок і розвідка
  - Command, Control, Communications and Information — командування, управління, зв'язок та інформація
- C3S[89] — Command, Control and Communications System — система управління, контролю та зв'язку

- C4 — Command, Control, Communication And Computer — командування, управління, зв'язок та інформатика
- C4I — Command, Control, Communication, Computing And Intelligence — командування, управління, зв'язок, обробка та розпізнавання даних

- CA/SP — Coordinated Air/Sea Procedures — координація повітря-моря

- CA
  - Counter Air Operations — лічильник повітряних операцій
  - Cruiser — крейсер
  - Army Corps — армійський корпус
  - Coordinating Authority — координуючі органи
  - Combat Airrcraft — бойовий літак
  - Canada — Канада
  - Contract Authority — договір на управління
- CAA[90]
  - Counter Air Attack — контрнаступ
  - Forward Air Controller — авіадиспетчер
  - Combined Arms Army — комбіновані війська
- CAAT — Computer-Assisted Audit Technique — аудит
- CAC[91] — Contract Awards Committee — комітет контрактів
- CAD[92] — Canadian Dollar — канадський долар
- CADA[93] — Coordinated Air Defence Area — координована площа ППО
- CADIMS[94] — Coordinated Air Defence In Mutual Support (Agreement) — угода про взаємну підтримку
- CADO[95] — Coordinated Air Defence Operations — скоординовані та узгодені операції ППО
- CADV[96] — Automatic Flight Control System — автоматична система управління польотом
- CAOC[97] — Combined Air Operation Centre — штаб-квартира спільних повітряних операцій
- CAP
  - Combat Air Patrol — бойовий повітряний патруль
- CAPCAT — Capability Catalog — каталог можливостей НАТО
- CAPS — Conventional Armaments Planning System — система планування
- CARS — CAOC ACC RPC SFP — штаб-квартира спільних повітряних операцій в система АССА
- CAS — Close Air Support — пряма підтримка з повітря
- CASA — Weapon System Partnership Committee — комітет з озброєння
- CASEX[98] — Combined Aircraft Submarine Exercise — комбіновані навчання повітряних та морських сил
- CATF — Commander Amphibious Task Force — командир десантної цільової групи

- CB — Cambodia — Камбоджа
- CBU — Cluster Bomb Unit — касетна бобма

- CC
  - Command and Control — управління та контроль
- CC Air — Component Command Air — штаб-квартира повітряних сил
- CC Nav — Component Command Navy — штаб-квартира морських сил
- CCATF — Commander, Combined Amphibious Task Force — командувач спільних операцій амфібій
- CCIS
  - Command, Control and Information System — система управління, контролю та інформації
- CCC — Command, Control and Communications — командування, управління і зв'язок
- CCG — Coordinating Committee of Government Budget Experts — координаційний комітет урядових експертів з питань бюджету
- CCJTF[99] — Commander, Combined Joint Task Force — командувач комбінованими силами
- CCLF — Commander, Combined Landing Forces — командувач об'єднаними силами
- CCR — Coordinating Committee on Remuneration — комісія з нагород
- CCT
  - Combat Control Team — бойова група управління
  - Combat Capable Trainer — навчально-тренувальний літак
- CDE — Conference on Confidence and Security-Building Measures and Disarmament in Europe — конференція НАТО з питань зміцнення довіри і безпеки у світі
- CDN — Ship (ping) Destination Room — призначення судна (вантажу)
- CDNA — Conference of National Armaments Directors — конференція національних директорів з озброєння
- CDR — Conditional Route — умовний маршрут
- CDS — Civil Direction of Shipping — цивільний напрямок судноплавства

- CE — Communications-Electronics — електронна телекомунікація
- CEAC — Committee For European Air Space Co-ordination — комітет кординації європейського повітряного простору
- CECLANT[100] — French Commander-In Chief Atlantic — французький командувач акваторії Атлантичного океану
- CEGES[101] — Airspace Management Cell — менеджмент повітряного простору
- CELT[102] — Crypto Equipment for Low-Speed Telegraphy — шифрувальний засіб
- CEM — Chief Of Staff — начальник штабу
- CENSHADCOM[103] — Central Army Group, Central Europe — центральна група військ (Центральна Європа)
- CEOA — Central Europe Operating Agency — агентство з операцій в Центральній Європі
- CEP
  - Civil Emergency Planning — планування на випадок надзвичайних ситуацій
  - Communications Equipment Programme — програма з комунікаційного устаткування
  - Central Europe Pipeline — Центрально-Європейський трубопровід
- CEPAS — Crypto-Equipment for Packet Switching — пакет шифрувальних засобів
- CEPD — Civil Emergency Planning Directorate — управління на випадок надзвиайних ситуацій

- CFLR — Commonly Funded Logistic Resources — фінансово-технічні ресурси

- CI INTRP — Counter-Intelligence Intelligence Report — контррозвідка
- CIA — Captured-In-Action — захоплений у полон
- CIC
  - Combat Information Centre — бойовий інформаційни центр
- CIG — Current Intelligence Group — група з оцінювання поточної ситуації
  - Combined Intelligence Centre — розвідувальний центр
- CIMIC[104] — Civil-Military Cooperation — цивільно-військове співробітництво
- CINCAFNORTHWEST — Commander-In-Chief, Allied Forces Northwestern Europe — Верховний головнокомандувач ОЗС НАТО Північно-Західній Європі
- CINCEASTLANT[105] — Commander-In-Chief, Eastren Atlantic Area — Верховний головнокомандувач ОЗС НАТО в східній частині Атлантики
- CINCENT[106] — Commander In Chief Allied Forces Central Europe — Верховний Головнокомандувач ОЗС НАТО в Центральній Європі
- CINCFLEETWOC — CINCFLEET (Commander-In-Chief, Fleet) Weather and Oceanographic Information Centre — Центр інформаційних досліджень з океанографії
- CINCIBERLANT — Commander-In-Chief, Iberian Atlantic Area — Верховний головнокомандувач ОЗС НАТО в акваторії Атлантичного океану (Піренейський півострів)
- CINCNORTH — Commander-In-Chief, Allied Forces Northern Europe — Верховний головнокомандувач ОЗС НАТО в Північній Європі
- CINCNORTHWEST
  - Commander-In-Chief, Allied Forces Northwestern Europe — Верховний головнокомандувач ОЗС НАТО в Північно-Західній Європі
- CINCSOUTH — Commander-In-Chief, Allied Forces Southern Europe — Верховний головнокомандувач ОЗС НАТО в Південній Європі
- CINCUSAFE — Commander-In — Chief, US Air Forces Europe — Верховний головнокомандувач ВПС Сполучених Штатів Америки в Європі
- CIS — Communications And Information Systems — системи зв'язку та інформатики

- CJTF
  - Combined Joint Task Force — комбіновані збройні сили
- CJTF CONCEPT — Combined Joint Task Force Concept — концепція багатонаціональних спільних цільових груп

- CL
  - Conventional Load — звичайне бойове навантаження
  - Co-ordination Level — рівень координації

- CM — Cruise Missiles — крилаті ракети

- CN — Comoro Islands — Коморські Острови

- COA — Course Of Action — варіант дій
- COM
  - Commander — командир
  - Comoro Islands — Коморські Острови
- COMAO[107] — Composite Air Operation — комбінована повітряна операція
- CONOPS[108] — Concept Of Operations — поняття дії

- CoG — Centre Of Gravity — центр ваги

- CPC
  - Civil Protection Committee — комітет цивільної оборони
  - Conflict Prevention Centre — центр запобіганню конфліктів
- CPL — Current Flight Plan — поточний план польоту
- CPX — Command Post Exercise — командні навчання

- CRC — Control And Reporting Centre — штаб-квартира
- CRP — Control Reporting Post — огляд і звітність

- CSAR — Combat Search And Rescue — пошуково-рятувальна команда

- CTR[109] — Control Zone — зональний контроль

- CV — Aircraft Carrier — авіаносець
- CVBG — Aircraft Carrier Battle Group — авіаносець бойової групи

- CZ[110] — Combat Zone — бойова зона
- CZE — Czech Republic — Чехія

## D
- DA
  - Damage Assessment[111] — оцінка збитків
  - Denmark[112] — Данія
  - Air Defence[113] — протиповітряна оборона
- DAC
  - Deployable ACCS Component — компонент ACCS
  - Disarmament and Arms Control — контроль озброєння і розброєння
- DACAN[114] — Military Committee Distribution and Accounting Agency — комітет з розподілу та обліку
- DACOS — Deputy Assistant Chief Of Staff— заступник начальника штабу
- DAN — National Administratives Expenses — національні адміністративні витрати
- DASC[115] — Direct Air Support Center — центр підтримки польотів

- DC
  - Disarmament Commission — комітет з роззброєння
  - Defence Committee — комітет з оборони
- DCA
  - Defensive Counter Air[116] — лічильник ППО
  - Dual-Capable Aircraft[117] — літак подвійного призначення

- DEM — Deutsche Mark — німецька марка

- DICONSTAAFF — Directing, Controlling Staff (NATO Exercise) — персонал з управління та контролю
- DIS — Diseased, Disease — хворий
- DIV — Division — дивізія

- DL — Demarcation Line — демаркаційна лінія

- DME[118] — Distance Measuring Equipment — обладнання для вимірювання відстані
- DMPI[119] — Desired Mean Point Of Impact — попадання у ціль

- DO
  - Dominican Republic — Домініканська Республіка
  - Targeting — орієнтація
  - Dominica — Домініканська Республіка
- DOB[120][121]
  - Depth Of Burst — глибина вибуху
  - Deployment Operating Base — оперативна база
- DOC — Document — документ
- DOS — Days Of Supply — дні поставки
- DOW — Died Of Wounds — помер від ран

- DoD[122]
  - Department Of Defence — міністерство оборони

- DP — Decisive Point — вирішальний момент
- DPC — Defence Planning Committee — комітет військового планування
- DPQ — Defence Planning Questionnaire — анкета оборонного планування

- DR
  - Dose Rate — доза опромінення
  - Dominican Republic — Домініканська Республіка
- DRC — Defence Review Committee — комітет планування і оцінки оборони

- DS
  - Direct Support — пряма підтримка
- DSG
  - Deputy Secretary General — заступник Генерального секретаря
  - Divisional Support Group — дільнична група підтримки

- DTG — Date Time Group — Дата. Час. Група

- DWSNET[123] — Distributed Wargaming System Network — мережа розподіленої системи військових ігор

- DZ[124] — Drop Zone — зона висадки

## E
- E — Electronic fight — літак радіоелектронної боротьби

- EA — Emergency Action — надзвичайні заходи
- EAD[125] — Extended Air Defence — розширена система ППО
- EADRCC[126] — Euro-Atlantic Disaster Response Co-ordination Centre — координаційний центр євроатлантичного реагування у разі стихійних лих
- EASTLANT[127] — Eastern Atlantic Area — плоа східної частини в Атлантиці
- EAU — Emergency Action Unit — дія під час надзвичайних заходів

- EC
  - European Community — Європейська економічна спільнота
  - Ecuador — Еквадор
- ECCM — Electronic Counter Countermeasures — електронний лічильник
- ECM — Electronic Counter Measures — електронні заходи з боротьби

- ED
  - Exposure Draft — попередній проєкт
- EDIP — European Defence Improvement Programme — європейська програм поліпшення оборони
- EDP — Electronic Data Processing — електронна обробка даних

- EEFI[128] — Essential Elements of Friendly Information — реквізити

- EFA[129] — European Fighter Aircraft — європейський винищувач (Eurofighter Typhoon)
- EFDT — Effective Date (Or Time) — дата

- ELINT[130] — Electronic Intelligence — електронна розвідка

- EMCON[131] — Emission Control — контроль викидів
- EMP — Electro-Magnetic Pulse — електромагнітний імпульс
- EMSIWARN[132] — Emitter Simulation Warning Message — випромінювач

- EOB — Enemy Order Of Battle — організація і стан супротивника
- EOP — Enhanced Opportunity Partnership — Партнерство з розширеними можливостями

- EPM — Electronic Protective Measures — заходи безпеки від виппромінювання
- EPOW — Enemy Prisoner Of War — військовополонений

- ER — Eastern Region — східний регіон
- ERFAA[133] — European Radio Frequency Allocation Agency — європейське агентство з розподілу частот

- ES
  - El Salvador — Сальвадор
  - Spain — Іспанія
- ESP
  - Spanish Peseta — іспанське песо
  - Spain — Іспанія

- ETA[134] — Estimated Time Of Arrival — приблизний час прибуття
- ETD[135] — Estimated Time Of Departure — приблизний час відправлення
- ETIC — Estimated Time In Commission — розрахунок часу
- ETR — Estimated Time Of Return — приблизний час повернення

- EUROCONTROL[136] — European Organisation For The Safety Of Air Navigation — європейська організація з безпеки ППО
- EW
  - Early Warning[137] — раннє попередження
  - Electronic Warfare — радіоелектронна боротьба

## F
- F — Fighter — винищувач

- FA
  - Frontal Aviation — фронтова авіація
  - Field Artillery — артилерійська система
- FAA
  - Allied Air Force — ВПС НАТО
- FAACE — Allied Air Forces Central Europe — ВПС НАТО в Центральній Європі
- FAAD — Forward Area Air Defense — площа ППО
- FAAWC — Force Anti-Air Warfare Commander — командувач ППО
- FAC — Forward Air Controller — навігаційно-контрольне керівництво
- FACA — Force Air Co-ordination Area — площа повітряного простору
- FAOR — Fighter Area Of Responsibility — зона відповідальності
- FARPS — Forward Arming And Refueling Points — автозаправні станції
- FASWC — Force Anti-Submarine Warfare Commander — командувач протичовнової оборони

- FC — Force Commander — командувач об'єднаними силами
- FCC — Flight Co-ordination Centre — центр координації рейсів
- FCS — Fire-Control System — система управління вогнем
- FCZ — Forward Control Zone — зона контролю

- FDC — Fire Direction Centre — центр управління вогнем
- FDPS — Flight Plan Data Processing System — система обробки даних планів польотів

- FEBA — Forward Edge Of The Battle Area — передній край поля бою

- FFA — Free-Fire Area — зона вільного вогню

- FIC — Flight Information Centre — центр польотної інформації
- FIS — Flight Information Service — інформаційне обслуговування польотами
- FISO — Flight Information Service Officer — директор інформаційного обслуговування польотами

- FL — Flight Level — ешелон
- FLIR — Forward Looking Infra Red — інфрачервоне спостереження
- FLOT — Forward Line Of Own Troops — лінія фронту

- FMU — Flow Management Unit — управління потоками повітряного руху

- FOC — Flight Operation Centre — повітряний оперативний центр

- FPB — Fast Patrol Boat — швидкісний патрульний катер
- FPL — Flight Plan — план польоту

- FSCC — Fire Support Co-ordination Centre — координаційний центр вогневої підтримки
- FSCL — Fire Support Co-ordination Line — лінія вогневої підтримки
- FSCM — Fire Support Co-ordination Measures — проєкт узгодження вогневої підтримки

- FTC-SS — Force Track Coordinator Subsurface — координатор судноплавних шляхів
- FTR — Fighter — винищувач

- FUA — Flexible Use Of Airspace — гнучке використання повітряного простору
- FULLCOM — Full Command — управління військами

## G
- G — Ground-to-Ground — земля—земля (тип ракет)
- GA
  - Gabon — Габон
  - Gambia — Гамбія
  - General Alert — загальна тривога
  - Ground Attack — наземна атака
- GAB — Gabon — Габон
- GAN — Aircraft Carrier Battle Group — авіаносець бойової групи
- GAR — General Assessment Report — загальний звіт
- GAT
  - General Air Traffic — повітряний рух
  - Guidance, Apportionment And Targeting — керівництво, асигнування і таргетинг
- GATC — General Air Traffic Controller — авіадиспетчер

- GB
  - Gabon — Габон
  - Great Britain — Велика Британія
- GBAD — Ground Based Air Defence — система наземної ППО
- GBR — United Kingdom — Велика Британія
- GBS — Ground Based Sensor — наземний датчик
- GBU — Glide Bomb Unit — бомба

- GCI — Ground-Controlled Intercept — наземне перехоплення

- GE — Germany — Німеччина
- GEOREF — World Geographic Reference System — всесвітня довідкова система Geographic

- GH — Ghana — Гана

- GLCM — Ground Launched Cruise Missile — перша крилата ракета
- GLO — Ground Liaison Officer — офіцер зв'язку сухопутних військ

- GMD — Ground-Based Midcourse Defense — наземна система противоракетної оборони
- GMT — Greenwich Mean Time — середній час за Гринвічем

- GNDC — Ground Controller — контролер наземного руху

- GOC — Group Operational Centre — командний пункт групи

- GP — General Purpose — загальне призначення
- GPALS — Global Protection Against Limited Strikes — глобальний захист від ударів
- GPS — Global Positioning System — глобальна система позиціонування

- GS — General Support — загальна підтримка

- GUY — Guyana — Гаяна

- GZ — Ground Zero — нульова точка

## H
- HA — Haiti — Гаїті
- HAA — Heavy Anti-Aircraft Artillery — важка зенітна артилерія
- HAG — Helicopter Action Group — ударний вертоліт
- HAGC — Helicopter Action Group Commander — командир ударної групи
- HALE — High-altitude long endurance UAV — висотний безпілотний літальний апарат з великою тривалістю польоту
- HARM — High-Speed Anti-Radiation Missile — високошвидкісна протирадіолокаційна ракета
- HAS — Hardened Aircraft Shelter — захисне покриття літака
- HAZCON — Hazardous Conditions — небезпечні умови

- HCU — Helicopter Control Unit — блок управління вертольотом

- HFA — Helsinki Final Act — Гельсінські угоди

- HHB — Headquater And Headquater Battery — головний офіс і штаб-квартира підрозділу

- HIDACZ — High Density Airspace Control Zone — контроль повітряного простору у зоні високої інтенсивної діяльності
- HICAP — High Combat Air Patrol — бойовий патруль
- HIMAD — High To Medium Altitude Air Defense — ППО середнього радіуса дії
- HINS — Helicopter Integrated Navigation System — комплексна навігаційна система

- HLH — High-Low-High — високо-низько-високо (стосовно польоту)

- HN — Host Nation — приймаюча країна
- HNS — Host Nation Support — підтримка приймаючої країни
- HNSA — Host Nation Support Agreement — угода приймаючої країни
- HNSCC — Host Nation Support Co-ordination Centre — координація центр підтримки приймаючої країни

- HPT — High Payoff Target — висока економічна ефективність

- HQ — Headquarters — командний пункт

- HRP — Helicopter Reference Point — орієнтир для вертольотів

- HSO — Time on Target — час на ціль

- HVAA — High Value Air Assets — літак особливого призначення
- HVT — High Value Target — важлива мішень

## I
- I AND W — Indicators and Warnings — показники і попереджувальні пристрої

- I&W — Indicators And Warnings — індикатори і попередження

- IADS — Integrated Air Defence System — інтегрована система ППО
- IATA — International Air Transport Association — Міжнародна асоціація повітряного транспорту
- IAPC — International Auditing Practices Committee — комітет з проведення перевірок
- IAR — Intelligence Area of Responsibility — зона відповідальності, або коло обов'язків
- IAU — Infrastructure Accounting Unit — облікові одиниці

- ICAO — International Civil Aviation Organisation — Міжнародна організація цивільної авіації
- ICAOC — Interim Combined Air Operations Centre — тимчасовий штаб спільних повітряних операцій
- ICAPS — Integrated Command Anti-Submarine Warfare Prediction System — інтегрована команда протичовної оборони
- ICBM — Intercontinental Ballistic Missile — міжконтинентальна балістична ракета
- ICP — Infrastructure Capability Package — пакет можливостей інфраструктури
- ICW — In Compliance With — відповідно до

- ID — Identification — ідентифікація
- IDCAOC — Interim Deployable Combined Air Operations Centre — тимчасові мобільні повітряні оперативні штаби

- IFAC — International Federation of Accountants — міжнародна штаб-квартира і штаб-квартира сил сприяння
- IFF — Identification Friend Or Foe — ідентифікація друг/ворог
- IFR — Instrument Flight Rules — правила польотів

- IIR — Imaging Infra Red — термографія

- ILPC — Initial Logistic Planning Conference — конференція з планування (логістика)
- ILS
  - Integrated Logistic Support — підтримка інтегрованої логістики
  - Instrumental Landing System — система посадки літаків

- IMO — International Maritime Organisation — Міжнародна морська організація
- IMS — International Military Staff — міжнародний військовий штаб

- INFLIGHTREP — In-Flight Report — повідомлення з повітря
- INS — Inertial Navigation System — інерціальна навігаційна система
- INTREP — Intelligence Report — звіт розвідки
- INTSUM — Intelligence Summary — ідентифікація повідомлення

- IRBM — Intermediate-Range Ballistic Missile — ракета середньої дальності
- IRC — In-Flight Refuelling Control — контроль дозаправки у повітрі
- IRCC — International Radio Consultative Committee — міжнародна консультативна комісія
- IRF — Immediate Reaction Forces — сили швидкого реагування
- IRU — Inertial Reference Unit — інерціальна система відліку

- IS — International Staff — міжнародний штаб
- ISTAR — Intelligence, Surveillance, Target Acquisition And Reconnaissance — розвідка, спостереження, ідентифікація і розпізнавання об'єктів впливу бою

## J
- JA — Japan — Японія
- JAAT — Joint Air Attack Team — об'єднана група ППО
- JACC — Joint Airspace Co-ordination Centre — координаційний центр повітряного простору
- JAM — Jamaica — Ямайка
- JANSC — Joint Air Navigation Services Council — аеронавігаційне обслуговування
- JARC — Joint Air Reconnaissance Centre — центр спільних повітряних операцій і розвідки

- JCB — Joint Consultative Board — консультативна рада ОЗС
- JCMMG — Joint Civil/Military Medical Group — об'єднана медична група

- JEWC(C) — Joint Electronic Warfare Coordination (Committee/Cell) — координаційний комітет з радіоелектронної боротьби

- JFACC — Joint Force Air Component Commander — командувач об'єднаними повітряними силами
- JFC — Joint Force Commander — командувач ОЗС
- JFMCC — Joint Force Maritime Component Commander — командувач об'єднаними морськими силами
- JFSOCC — Joint Force Special Operations Component Commander — верховний головнокомандувач з операцій

- JHNSP — Joint HNS Plan — план підтримки приймаючої країни

- JIP — Joint Implementation Plan — план спільного впровадження
- JIPTL — Joint Integrated Prioritised Target List — список пріоритетних цілей

- JLCC — Joint Logistic Co-ordination Centre — координаційний центр з логістики

- JMCC — Joint Movement Co-ordination Centre — координаційний центр перевезень

- JOA — Joint Operations Area — площа операцій
- JOINTEX — Joint Exercise Involving Forces of More Than One Service of the Same Nation — комбіновані навчання

- JSEAD — Joint Suppression Of Enemy Air Defences — нейтралізація противника

- JTCB — Joint Targeting Co-ordination Board — координаційна рада
- JTF — Joint Task Force — об'єднані робочі групи
- JTIDS — Joint Tactical Information Distribution System — комбінована система розподілу тактичної інформації
- JTL — Joint Target List — список об'єктів
- JTLS — Joint Theatre-Level Simulation — симуляція театру бойових дій

## K
- KAU
  - Kilo Accounting Unit — блок розрахунку в тисячах
- KAZ — Kazakhstan — Казахстан

- KDC — Key Distribution Centre — основний розподільчий центр

- KE — Kenya — Кенія
- KEN — Kenya — Кенія
- KFOR — Kosovo Force — Міжнародні сили з підтримки миру в Косові
- KG
  - Kirgizstan — Киргизстан
  - Kyrghyz Republic — Киргизстан
- KGZ
  - Kirgizstan —Киргизстан
  - Kyrghyz Republic — Киргизстан

- KH — Cambodia — Камбоджа
- KHM — Cambodia — Камбоджа

- KI — Kiribati — Кірибаті
- KIA — Killed-In-Action — загинув у бою
- KIR — Kiribati — Кірибаті

- KM
  - Comoro Islands — Коморські острови
  - kilometer — кілометр
- KMC
  - Key Mission Component — ключовий елемент завдання
- KMS — Key Mission Component — базовий елемент завдання

- KN
  - Korea (North) — КНДР

- KOR — Korea (South) — Південна Корея

- KR
  - Kiribati — Кірибаті
  - Korea (South) — Південна Корея

- KS — Korea (South) — Південна Корея

- KTS — Knots — вузол

- KU — Kuwait — Кувейт

- KW — Kuwait — Кувейт
- KWT — Kuwait — Кувейт

- KZ — Kazakhstan — Казахстан

## L
- LA — Laos — Лаос
- LAA
  - Light Anti-Aircraft Artillery — зенітна артилерія
- LAAWC
  - Local Anti-Air Warfare Coordinator — місцевий координатор діяльності в галузі оборони
  - Local Anti-Air Warfare Commander — місцевий командувач ППО
- LANDCENT — Allied Land Forces Central Europe — об'єднані сухопутні війська Центральної Європи
- LANDJUT — Allied Land Forces, Schleswig-Holstein and Jutland — об'єднані сухопутні війська Шлезвіг-Гольштейна і Ютландії
- LANDSOUTH — Allied Land Forces Southern Europe — об'єднані сухопутні війсбка Південної Європи
- LANDSOUTHCENT — Allied Land Forces South-Central Europe — об'єднані сухопутні війська Південно-Центральної Європи
- LANDSOUTHEAST — Allied Land Forces South-Eastern Europe — об'єднані сухопутні війська Південно-Східної Європи
- LANDZEALAND — Allied Land Forces, Zealand — об'єднані сухопутні війська Зеландії
- LAO — Laos — Лаос
- LASWC
  - Local Anti-Submarine Warfare Commander — місцевий командувач прочовнової оборони
  - Local Anti-Submarine Warfare Coordinator — місцевий координатор протичовнових сил
- LAT — Latitude — широта

- LB — Lebanon — Ліван

- LCC — Logistic Co-ordination Centre — координаційний центр з логістики

- LGB — Laser Guided Bomb — бомба з лазерним наведенням

- LIVEX — Live Exercise — навчання в реальних умовах

- LLL — Low-Low-Low — низько-низько-низько (стосовно до польоту)
- LLRS — Low Level Radar System — радіолокаційна система виявлення на малих висотах
- LLTR — Low Level Transit Route — низький транзитний маршрут

- LN — Lead Nation — провідний

- LO — Liaison Officer — офіцер зв'язку
- LOAC — Law Of Armed Conflict — право збройних конфліктів
- LOGASREQ — Logistic Assistance Request — запит підтримки
- LOGASSESSREP — Logistic Assessment Report — доповідь оцінки
- LOGDEFICIENCY — Logistic Deficiency — дефіцит
- LONG — Longitude — довжина
- LOSHADREP — Local Shipping Advisory Representative — місцевий представник-консультант

- LoA — Letter Of Agreement — лист-угода

- LPH — Landing Platform Helicopter — платформа для вертольота

- LRSSM — Long Range SSM — ракета типу вода-вода далекого радіуса дії

- LTM — Laser Target Marker — лазерне підсвічування

- LZ — Landing Zone — посадкова зона

## M
- M — Maritime — морський
- MA
  - Madagascar — Мадагаскар
  - Marocco — Марокко
- MAAP — Master Air Attack Plan — план повітряного штурму
- MAB — Marine Amphibious Brigade — морська бригада
- MACM — Maritime Airspace Control Means — морські заходи контролю повітряного простору
- MAGTF — Marine Air-Ground Task Force — повітряно-наземна цільова група
- MALE[en] — Medium-altitude long endurance UAV — середньовисотний БПЛА з великою тривалістю польоту
- MANPAD — Man Portable Air Defense System — портативна система ППО
- MAO — Maritime Air Operations — повітряно-морські операції
- MAR — Marocco — Марокко
- MARA — Military Activity Restricted Area — площа, відведена для військової авіації
- MARAIRMED — Maritime Air Forces, Mediterranean — повітряно-морські сили Середземномор'я
- MARAIRNORTHWEST — Maritime Air Forces Northwestern Europe — повітряно-морські сили в Північній Європі
- MARCLIP — Maritime Commanders Long-Term Infrastructure Plan — довгостроковий план інфраструктури ВМС
- MARCONFOR — Maritime Contingency Force — морські сили швидкого реагування
- MAR CONFORLANT — Maritime Contingency Force, Atlantic — військово-морські сили в Атлантиці
- MARCONFORPLAN — Maritime Contingency Force Plan — план ВМС швидкого реагування
- MAS — Military Agency For Standardization — військове агентство зі стандартизації
- MASS — Maritime Air Surface Suveillance — надводна діагностика

- MCC — Movement Co-ordination Centre — координаційний центр руху
- MCD — Military And Civil Defence Assets — військові та цивільні ресурси оборони
- MCR — Movement Completion Report — доповідь про здійснення перегрупування

- MDF — Main Defence Forces — основні засоби захисту

- MEDCC — Medical Co-ordination Centre — координаційний центр з медичної безпеки
- MEDSOUEAST — Southeastern Mediterranean Area — південно-середземноморський регіон
- METT-T — Mission, Enemy, Terrain, Troops, Time Available — оцінка ситуації

- MG
  - Madagascar — Мадагаскар
  - Mongolia — Монголія

- MIA — Missing-In-Action — зниклі безвісти
- MILREP — Military Representative — військовий представник
- MILS — Multinational Integrated Logistic Support — багатонаціональне інтегроване тилове забезпечення
- MILSTRIP — Military Standard Requisitioning and Issue Procedure — єдина для ЗС система витребування та видачі матеріальних засобів
- MILTACC — Military Air Traffic Control Centre — центр управління військової організації повітряного руху
- MILU — Multinational Integrated Logistic Unit — багатонаціональна інтегровані тилові підрозділи
- MIRV — Multiple Independently Targetable Rentry Vehicle — головна частина з блоками індивідуального наведення

- MLM — Military Liaison Mission — військова місія зв'язку
- MLRS — Multiple Launch Rocket System — реактивна система залпового вогню

- MN
  - Monaco — Монако
  - Mongolia — Монголія
- MNC — ** Multi National Corps — міжнародні сили
  - Major NATO Command — головне командування НАТО
  - Major NATO Commander — головнокомандувач НАТО
- MNC NE — Multi National Corps North East — багатонаціональний корпус в Північно-Східній Європі
- MNL — Multinational Logistics — міжнародна логістика
- MNLC — Multinational Logistic Centre — багатонаціональний логістичний центр

- MOB — Main Operating Base — головна оперативна база
- MOOTW — Military Operations Other Than War — операції з реагування на кризу
- MOU — Memorandum Of Understanding — меморандув о взаєморозумінні
- MOUT — Military Operations on Urbanized Terrain — військові операції в міських районах

- MoD — Ministry Of Defence — міністерство оборони

- MPA — Maritime Patrol Aircraft — морський патрульний літак
- MPC — Message Processing Centre — центр обробки інформації

- MRR — Minimum Risk Route — droga lotnicza minimalnego ryzyka

- MSI — Multi-Spectral Imagery — мультиспектральне зображення
- MSN — Mission — завдання

- MWO — Movement Warning Order — внесення змін у первісну дислокацію

## N
- NA — Namibia — Намібія
- NAA — North Atlantic Assembly — Парламентська асамблея НАТО
- NAAG — NATO Army Armaments Group — Група НАТО з питань озброєнь сухопутних військ
- NABS — NATO Air Base SATCOM (System) — система НАТО SATCOM
- NAC — North Atlantic Council — Північноатлантична рада
- NACC — North Atlantic Cooperation Council — рада північноатлантичного співробітництва
- NACISA — NATO Communications and Information Systems Agency — агентство НАТО з комунікації та інформації
- NACISC — NATO Communications and Information Systems Committee — комітет зв'язку та інформації
- NACMO — NATO Airspace Command and Control System Management Organization — Агентство НАТО з керування програмою розвитку системи раннього повітряного попередження та управління
- NACOS — NATO Courier Service — кур'єрська служба НАТО
- NACOSA — NATO CIS Operating and Support Agency — агентство підтримки НАТО
- NACSI — NATO Advisory Committee on Special Intelligence — консультативний комітет НАТО
- NAD — National Armaments Director — національний директор з озброєння
- NADC — NATO Air Defence Committee — комітет ППО НАТО
- NADEES — NATO Air Defence Electronic Environment System — електронна система оборони НАТО
- NADEFCOL — NATO Defence College — Оборонний коледж НАТО
- NADREPS — National Armaments Directors’ Representatives — представники національних керівників у галузі озброєнь
- NAE — National Administrative Expenses — національні адміністративні витрати
- NAEGIS — NATO Airborne Early Warning Ground Environment Integration Segment — сили раннього повітряного попередження (наземний сегмент)
- NAEW — NATO Airborne Early Warning (System) — система повітряного попередження НАТО
- NAEW&CS — NATO Airborne Early Warning & Control System — сили раннього повітряного попередження і управління
- NAEWFC
  - NATO Airborne Early Warning Force Command — командування силами раннього попередження НАТО
  - NATO Airborne Early Warning Force Commander — командувач силами раннього попередження НАТО
- NAFAG — NATO Air Force Armaments Group — Група НАТО з питань озброєнь повітряних сил
- NALLA — National Long Lines Agency — Національне агентство зв'язку
- NALSS — Naval Advanced Logistic Support Site — матеріально-технічне забезпечення військово-морського флоту
- NAM — Namibia — Намібія
- NAMAT — Naval and Maritime Tactical Code — військово-морський тактичний код
- NAMSA — NATO Maintenance and Supply Agency — агентство з техобслуговування і догляду
- NAPMA — NATO Airborne Early Warning and Control (AEW&C) Programme Management Agency — програма з управління повітряного простору та сил раннього попередження
- NAS — Naval Air Station — морська база
- NATINAD — NATO Integrated Air Defence — інтегровані ППО НАТО
- NATINADS — NATO Integrated Air Defence System — інтегрована система протиповітряної оборони НАТО
- NAVAID — Navigation Aid — навігаційні засоби
- NAVBALTAP — Allied Naval Forces, Baltic Approaches — об'єднане командування ВМС НАТО на підступах до Балтійського моря
- NAVCAMSEASTPAC — Naval Communications Area (master) Station Eastern Pacific — головна газотранспортна комунікація в сіхдній частині Тихого океану
- NAVCAMSLANT — Naval Communications Area (master) Station Atlantic — головна газотранспортна комунікація в Атлантиці
- NAVNORTHWEST — Allied Naval Forces North-Western Europe — об'єднані ВМС НАТО в Північно-Західній Європі
- NAVSOUTH — Allied Naval Forces Southern Europe — об'єднані ВМС НАТО в Південній Європі
- NCA — National Command Authorities — національне командування
- NCPR — NATO Civilian Personnel Regulations — положення, що стосуються цивільного персоналу НАТО
- NCS
  - NATO Codification System — Система кодифікації НАТО
  - NATO Committee for Standardization — Комітет стандартизації НАТО
  - Net Control Station — мережа станцій моніторингу
  - Naval Control of Shipping — управління торгового флоту

- NDB — Nuclear Depth Bombs — ядерна бомба
- NDC
  - Nics Documentation Centre — центр документації інтегрованої системи зв'язку НАТО
- NDDP — NATO Defence Data Program — програма НАТО з розробки даних в галузі оборони
- NDDS — NATO Data Distribution System — система розподілу даних НАТО
- NDIC — NATO Defence Information Complex — інформаційний комплекс з оборони
- NDMC — NATO Defence Manpower Committee — комітет військових ресурсів
- NDPR — NATO Defence Planning Review — огляд оперативних планів НАТО
- NDS — Nuclear Detonation Detection System — система виявлення ядерних вибухів
- NDSS — NAMSA Distributed Software System — розподілена система програмного забезпечення NAMSA

- NE — Niger — Нігерія
- NEDB — NATO Emitter Data Base — емітентна база даних НАТО
- NEO — Non-Combatant Evacuation Operation — евакуація без бойового забезпечення
- NER — Niger — Нігер

- NFA — No-Fire Area — площа абсолютної заборони вогню

- NG
  - Niger — Нігер
  - Nigeria — Нігерія
- NGA — Nigeria — Нігерія
- NGO — Non-Governmental Organisation — неурядова організація

- NHPLO — NATO HAWK Production and Logistics Organization — Організація НАТО із забезпечення системи HAWK

- NI
  - Nicaragua — Нікарагуа
  - Nigeria — Нігерія
- NIC
  - National Intelligence Centre — національний розвідувальний центр
  - Nicaragua — Нікарагуа
- NIP — NADGE Improvement Plan — план розвитку NADGE

- NLD — Netherlands — Нідерланди
- NLG — Netherlands Guilder — голландський гульден
- NLT — Not Later Than — не пізніше

- Nm — Nautical Mile — морська миля

- NNAG  — NATO Navy Armaments Group — Група НАТО з питань озброєнь військово-морських сил

- NO — Norway — Норвегія
- NOA — Notice of Availability — повідомлення про наявність
- NOFUN — No First Use of Nuclear Weapons — не застосовувати першими ядерну зброю
- NOK — Norvegian Krone — норвезька крона
- NOR
  - NATO Operational Requirement — Експлуатаційні вимоги НАТО
  - Norway — Норвегія
  - Notice of Revision — повідомлення про перегляд
- NORFLT — Northern Fleet — Північний флот ВМФ РФ
- NOTAM
  - Notice To Airmen — повідомлення для пілотів

- NP — Nepal — Непал
- NPL — Nepal — Непал

- NQA — Acceptable Quality Level — прийнятний рівень якості
- NQAA — National Quality Assurance Authority — національний орган

- - Northern Region — північний регіон
  - Nauru — Науру
- NRA — NATO Refugees Agency — агентство НАТО у питаннях біженців
- NRU — Nauru — Науру

- NS — NATO Secret — секретна інформація
- NSC
  - NATO Security Committee — комітет з безпеки НАТО
- NSP
  - NATO Strike Plan — план удару (нападу) НАТО

- NTACS — Naval Tactical Air Control System — система військово-морської тактичної авіації

- NU
  - NATO Unclassified — класифікація НАТО
  - Nicaragua — Нікарагуа

- NW — Nuclear Warfare — ядерна війна

- NZ — New Zealand — Нова Зеландія

- NZL — New Zealand — Нова Зеландія

## O
- O&M
  - Operation and Maintenance — експлуатація та технічне обслуговування
- O&S
  - Operations and Support — експлуатація та технічна підтримка

- O — Observation — літак спостереження
- OA
  - Objective Area — область завдань
- OACI — International Civil Aviation Organisation — Міжнародна організація цивільної авіації
- OAS — Offensive Air Support — підтримка з повітря

- OBM — Orbital Ballistic Missile — орбітальна балістична ракета

- OCA
  - Operational Control Authority (naval) — оперативний орган з контролю морських операцій
- OCDM — Office of Civil and Defence Mobilization — управління цивільної та оборонної мобілізації
- OCE — Officer Conducting the Exercise — офіцер-інструктор
- OCEANLANT — Ocean Sub-Area Atlantic — підрозділ ВМС в Атлантичному океані
- OCM — Super High Frequency — надвисока частота

- ODL — Seaward Defence Organisation — берегова охорона

- OEC — Other European Countries — інші європейські країни

- OM — Oman — Оман
- OMN — Oman — Оман

- OOA — Out of Area — поза площею обзору
- OOB — Order of Battle — бойовий порядок
- OOV — Object of Verification — перевірка об'єкта

- OPCOM — Operational Command — оперативне командування
- OPCON — Operational Control — оперативний контроль
- OPGEN — Operational General Matters — оперативне управління
- OPLAN — Operation Plan — оперативний план
- OPTASK — Operational Tasking — керівництво з експлуатації
- OPTASK AAW — Operational Tasking Anti-Air Warfare — оперативна команда

- OSCE — Organisation For Security And Co-operation In Europe — Організація з безпеки і співробітництва в Європі
- OSE — Officer Scheduling the Exercise — співробітник, відповідальний за етапи здійснення операцій

- OTAN — North Atlantic Treaty Organization — Організація Північноатлантичного договору
- OTH — Over The Horizon — поза горизонтом
- OTSR — Optimum Track Ship Routing — оптимальний курс (ВМС)

## P
- P — Prohibited Area — заборонена зона

- P&A — Personnel and Administration — персонал і адміністрація
- P&C — Purchasing and Contracting — придбання та закупівлі
- P&P (Committee) — Payments and Progress Committee — комітет з розвитку інфраструктури

- P3[138] — Preservation, Packaging and Packing — зберігання, упаковка і тара

- PA
  - Panama — Панама
  - Paraguay — Парагвай
- PAC — Pre-Action Calibration — перевірка зброї
- PATMAR
  - Maritime Patrol[139] — морський патруль
  - Maritime Patrol Aircraft[140] — морський патрульний літак

- PC[141] — Command Post — командний пункт

- PE — Peace Enforcement — примус до миру

- PGM[142] — Precision Guided Munitions — засоби точного наведення

- PHIBEX[143] — Amphibious Exercise, Including Landing Forces and Supporting — Forces Operations — земноводні навчання

- PK
  - Peacekeeping[144] — підтримка миру
  - Probability Of Kill — ймовірність руйнування
- PKR — Korea (North) — КНДР

- PL[145] — Poland — Польща

- POC — Person Of Contact — контактна особа
- POD — Port Of Debarkation — порт висадки
- POE — Port Of Embarkation — порт посадки
- POL
  - Poland — Польща
  - Petrol Oil And Lubricants — паливо та мастильні матеріали
- POW — Prisoner Of War — військовополонений

- PSF[146] — Peace Support Force — миротворчі сили
- PSO[147] — Peace Support Operations — миротворчі операції

- PTL — Primary Target Line — первинна цільова лінія

## Q
- QA[148]
  - Qatar — Катар
  - Quality Assurance — забезпечення якості
- QAT
  - Qatar — Катар
  - Qualification Approval Test[149] — кваліфікаційний тест

- QG — Headquarters — штаб-квартира
- QGCA — Advanced Control Headquarters — розширений оперативний штаб
- QGG[150] — War Headquarters — військові штаби
- QG NORD[151] — Headquarters Allied Forces North Europe — штаб-квартира командування ОЗС НАТО в Північній Європі

- QUARTET[152] — Quick and Ready to Encrypt Text (System) — система швидкого шифрування тексту

## R
- R
  - Recon — розвідувальний літак
  - Restricted Area — обмежений доступ

- RAC[153] — Regional Air Commander — регіональний командувач ВПС
- RADC — Regional Air Defence Commander — регіональний командир ППО
- ROLAC[154] — Regional Organization of Liaison for Allocation of Circuits — регіональна організація з розміщення схем
- RALCC[155] — Regional Airlift Co-ordination Centre — регіональний координаційний центр повітряного транспорту
- RAOC — Regional Air Operations Centre — регіональний оперативний штаб ВПС
- RAP[156]
  - Recognized Air Picture — узагальнена картина повітряної обстановки
- RAS
  - Radar Advisory Service — консультативна радіолокаційна служба
- RC
  - Regional Command — регіональне командування
  - Regional Commander — регіональний командир
- RCC — Rescue Co-ordination Centre — рятувально-координаційний центр

- RDPS — Radar Data Processing System — система обробки даних

- RECCE[157] — Reconnaissance — військова розвідка
- RECCO — Reconnaissance — військова розвідка
- RECON — Reconnaissance — військова розвідка
- REGT[158] — Regiment — полк

- RFA[159] — Restricted-Fire Area — безвогнева площа
- RFAS — Reaction Forces Air Staff — сили швидкого повітряного реагування

- RGT — Regiment — полк

- RIS — Radar Information Service — радіолокаційно-інформаційна служба
- RISTA[160] — Reconnaissance, Intelligence, Surveillance, And Target Acquisition — розвідка, спостереження, виявлення цілей

- RMP[161] — Recognised Maritime Picture — надводна зйомка

- RNP[162] — Required Navigation Performance — необхідні навігаційні характеристики

- ROA — Radius Of Action — радіус дії
- ROE[163] — Rules Of Engagement — правила застосування сили
- ROZ[164] — Restricted Operations Zone — обмежена зона дії

- RPC — RAP Production Centre — виробничий центр RAP
- RPV[165] — Remotely Piloted Vehicle — дистанційно пілотований пристрій

- RRF[166] — Rapid Reaction Force — сили швидкого реагування
- RRP — Remote Radar Post — розширена радіолокаційна станція

- RS — Readiness State — режим готовності
- RSC — Readiness State Categories — категорії готовності

- RTF — Ready To Fvire — готовність до стрільби
- RTM — Ready To Move — готовність виступити

- RWR[167] — Radar Warning Receiver — попередження про опромінення

## S
- SACC — Supporting Arms Co-ordination Centre — координаційний центр підтримки сухопутних військ
- SACEUR[168] — Supreme Allied Commander, Europe — Верховний головнокомандувач ОЗС НАТО в Європі
- SACLANT[169]
  - Supreme Allied Command, Atlantic — Командування ОЗС НАТО в Атлантиці
  - Supreme Allied Commander, Atlantic — Верховний головнокомандувач ОЗС НАТО в Атлантиці
- SACLANTREPEUR[170] — SACLANT (Supreme Allied Commander, Atlantic) Representative in Europe — представник Верховного головнокомандувача ОЗС НАТО акваторії Атлантичного океану
- SAG[171] — Surface Action Group — ударна військово-морська група
- SAMOC[172] — Surface To Air Missile Operation Centre — командно-штабні ракетні війська
- SAO — Special Air Operation — спеціальні повітряні операції
- SAR[173] — Search And Rescue — пошук і рятування
- SATCOM[174] — Satellite Communications — супутниковий зв'язок
- SC
  - Special Corridor — спеціальний коридор
  - Strategic Commander — командир зі стратегії
- SCL
  - Secondary Target Line — вторинна цільова лінія
  - Special Configuration Loading — варіант зброї

- SEAD[175] — Suppression Of Enemy Air Defence — електронна нейтралізація ППО
- SEN — Senegal — Сенегал

- SF
  - Special Forces — війська особливого призначення
  - South Africa[176] — Південна Африка
- SFP[177] — Sensor Fusion Post — радіолокаційна станція

- SG — Senegal — Сенегал

- SHORAD[178] — Short Range Air Defence — ППО малої дальності
- SHORADEZ[179] — Short Range Air Defence Engagement Zone — зона використання ППО малої дальності

- SI — Special Instructions — особливі інструкції
- SIF[180] — Selected Identify Features — особисті ідентифікатори
- SIGINT[181] — Signal Intelligence — сигнал розвідки

- SL — Safe Lane — лінія безпеки
- SLBM — Submarine-Launched Ballistic Missile — балістична ракета, випущена з підводного човна
- SLO — Senior Liaison Officer — старший офіцер зв'язку

- SM
  - San Marino — Сан-Марино
  - Scatterable Mine — дистанційно керована міна
- SMA — Specific Military Agreement — спеціальна військова угода
- SMASHEX[182] — Submarine Search Escape and Rescue Exercise — евакуаційні підводні навчання
- SMC — SHAPE Meteorological Committee — метеорологічна комісія
- SMDC[183] — Software Maintenance and Development Centre — центр з розробки програмного забезпечення
- SMG[184] — Special Mobile Group — спеціальна мобільна група
- SMR — San Marino — Сан-Марино

- SN
  - Sending Nation[185] — репрезентована держава
  - Senegal[186] — Сенегал

- SO
  - Somalia — Сомалі
- SOFA[187] — Status Of Force Agreement — угода про статус
- SOM — Somalia — Сомалі
- SOP[188]
  - Standard Operating Procedure — стандартна процедура
- SOR[189] — Statement Of Requirements — визначення потреб

- SPINS — Special Instructions — спеціальні додаткові інструкції
- SPOC — Single Point Of Contact — єдина точка контакту

- SRR[190] — Search And Rescue Region — регіон пошуку і порятунку

- SQ — Squadron — ескадра
- SQDN — Squadron — ескадра
- SQN — Squadron — ескадра

- SRR — Short RECCE Report — короткий звіт з розвідки

- SSM[191] — Surface To Surface Missile — ракета типу вода-вода
- SSMEZ — Silent SAM Missile Engagement Zone — зона спокою
- SSR[192] — Secondary Surveillance Radar — відстеження вторинного радіолокатора

- STANAG — NATO Standardization Agreement — угода про стандартизацію
- STAR — Standard Arrival Route — стандартний маршрут прибуття
- STRIKFORSOUTH[193] — Allied Naval Striking and Support Forces Southern Europe — об'єднані ВМС в Південній Європі

## T
- T&AT[194] — Tank and Anti-Tank (Artillery and Ammunition) — танк і протитанкова зброя

- T&E[195] — Communications-Electronics (CE) — комунікації та електроніка
- TAADCOORD — Theatre Army Air Defense Co-ordinator — координатор ППО
- TAC[196] — Tactical Air Command — тактична команда з повітря
- TACAIR[197] — Tactical Air (Force) — тактичні ВПС
- TACAN[198]
  - Tactical Air Navigation — тактична система аеронавігації
- TACOM[199] — Tactical Command — тактична команда
- TACON[200] — Tactical Control — тактичний контроль
- TACP[201] — Tactical Air Control Party — тактична група
- TACS — Tactical Air Control System — тактична система управління ВПС
- TADC[202] — Tactical Air Direction Center — тактичний центр
- TAH — Hospital Ship — госпітальне судно
- TALO — Tactical Air Landed Operation — тактичні повітряні операції
- TAOC[203] — Tactical Air Operation Center — тактичний центр повітряних операцій
- TARWI[204] — Target Weather Information — інформація про погодні умови
- TAS[205] — Towed Array Sonar — гідроакустична станція
- TBM
  - Tactical Ballistic Missiles — тактична балістична ракета

- TC[206] — Transit Corridor — транзитний коридор
- TCP
  - Traffic Control Post[207] — точка управління
  - Tactical Command Post — тактичний командний пункт

- TD
  - Temporary Deployment — тимчасові заходи
  - Trinidad and Tobago[208] — Тринідад і Тобаго
  - Tank Division — танкова дивізія
  - Chad — Чад

- TESSACE[209] — Terrorism, Espionage, Sabotage and Subversion Directed Against ACE (Allied Command Europe) — тероризм, шпигунство, саботаж і підривна діяльність спрямована проти командування союзних держав у Європі

- TG[210]
  - Task Group — цільова група
  - Togo — Того

- TH[211]
  - Thailand — Таїланд
  - Transport Helicopter — транспортний вертоліт

- TL — Traverse Level — залізничний переїзд
- TMRR[212] — Temporary Minimum Risk Route — тимчасовий маршрут
- TLN — Target Nomination List — список цілей

- TN
  - Tunisia[213] — Туніс
  - Tonga[214] — Тонга

- TO
  - Technical Order — технічний порядок
  - Togo — Того
  - Tonga — Тонга
- TOA
  - Time Of Arrival — час прибуття
  - Transfer Of Authority[215] — делегація
- TOD
  - Time Of Delivery[216] — термін поставки
  - Time of Detonation[217] — час детонації
- TOR
  - Terms of Reference — коло повноважень
  - Time of Receipt[218] — час прийняття

- TPC — Tactical Pilotage Chart — мапа масштабу 1:500 000

- TR[219]
  - Transit Route — транзит маршруту
  - Tank Regiment — танковий полк
  - Turkey — Туреччина
- TRIAD — Triple Air Defence — тримісна ППО
- TRP — Time Reference Point — точка відліку

- TS
  - Time Slot — інтервал
  - Tunisia — Туніс

- TT[220] — Trinidad and Tobago — Тринідад і Тобаго
- TTMSTC — Tyuratam Missile and Space Test Centre — науково-дослідний ракетно-космічний центр
- TTO — Trinidad and Tobogo — Тринідад і Тобаго
- TTW
  - Time of Tension or War — період напружених міжнародних відносин, або війни
  - Transition to War[221] — перехід в стан війни

- TU
  - Task Unit — операційний блок
  - Turkey — Туреччина
- TUN — Tunisia — Туніс
- TUR — Turkey — Туреччина
- TUV — Tuvalu — Тувалу

- TV[222] — Tuvalu — Тувалу

- TW[223] — Taiwan — Тайвань
- TWN — Taiwan — Тайвань
- TWOATAF[224] — Second Allied Tactical Air Force Central Europe — друге тактичне об'єднання ВПС в Центральній Європі

- TX[225] — Turkmenistan — Туркменістан

- TZ[226] — Tanzania — Танзанія
- TZA — Tanzania — Танзанія

## U
- U/C[227] — Underlying Currency — базова валюта
- UA[228] — Ukraine — Україна
- UAV[229] — Unmanned Aerial Vehicle — безпілотний літальний апарат

- UC[230] — Accounting Unit — розрахункова одиниця

- UG[231] — Uganda — Уганда
- UGA — Uganda — Уганда

- UIC — Unit Identifier Code — ідентифікаційний код

- UK AIR — United Kingdom Air Force — Королівські військово-повітряні сили Великої Британії
- UKADR[232] — UK NATO Air Defence Region — повітряний регіон оборони Сполученого Королівства Великої Британії та Північної Ірландії
- UKR — Ukraine — Україна

- USD[233] — US Dollar — американський долар

- UTC[234] — Universal Time Co-ordinated — середній час за Гринвічем

- UTM[235] — Universal Transverse Mercator — універсальна проєкція Меркатора

- UY[236] — Uruguay — Уругвай

- UXO — Unexploded Ordnance — нерозірвані боєприпаси

- UZ[237] — Uzbekistan — Узбекистан
- UZB — Uzbekistan — Узбекистан

## V
- V/S[238] — Visual Signaling — оптична сигналізація

- VA[239] — Vatican City — Ватикан
- VASI — Visual Approach Slope Indicator — візуальний індикатор нахилу
- VAT — Vatican City — Ватикан

- VBTP[240] — Armoured Personnel Carrier — бронетранспортер

- VC[241] — St. Vincent — Сент-Вінсент
- VCT — St. Vincent — Сент-Вінсент

- VD — Vienna Document — Віденська угода

- VE[242] — Venezuela — Венесуела
- VEH[243] — vehicle — транспортний засіб
- VEN — Venezuela — Венесуела

- VF
  - Voice Frequency — частота звуку
- VFR[244] — Visual Flight Rules — правила візуальних польотів

- VM[245] — Vietnam — В'єтнам
- VMC[246] — Visual Meteorological Conditions — метеорологічні умови для візуального польоту

- VU[247] — Vanuatu — Вануату
- VUT — Vanuatu — Вануату

## W
- WAC[248][249]
  - World Aeronautical Chart — аеронавігаційна карта світу
  - Weather Analysis Centre — центр аналізу погоди
- WACS[250] — Wartime Air Courier Services — військово-повітряні кур'єрські послуги
- WADS[251] — Weapons Access Delay System — затримка системи доступу до зброї
- WAN[252] — Wide Area Network — геодезична глобальна мережа
- WCS — Weapon Control Status — контроль над озброєнням
- WE — War Establishment — організація війни
- WEA — Weapons Effects Analysis — аналіз ефективності зброї
- WESTLANT[253] — Western Atlantic Area — площа західної частини Атлантики
- WEU — Western European Union — Західноєвропейський союз
- WG
  - Wing — крило літака
  - Working Group — робоча група
- WH
  - War Head — боєголовка
  - Weapons Hold — стан контролю над озброєннями, в якому озброєння використовують цілях самооборони
- WHD — Warhead — боєголовка
- WHNS[254] — Wartime Host Nation Support — підтримка приймаючої країни під час війни
- WHQ — War Headquarters — військовий штаб
- WI — Western Sahara — Західна Сахара
- WIA[255] — Wounded-In-Action — поранений у бою
- WIC[256] — Wartime Identification Code — ідентифікаційний код
- WMD — Weapons Of Mass Destruction — зброя масового ураження
- WOC — Wing Operations Centre — оперативний центр
- WP[257]
  - Working Party — робоча група
  - Working Paper — робочий документ
- WPC[258] — Warrior Preparation Centre — центр підготовки
- WPP[259] — Weapon Production Programme — програма з озброєння
- WPR[260] — Wartime Personnel Requirements — попит робочої сили під час війни
- WRM — War Reserve Materiel — резерв
- WS[261]
  - Weapon System — система озброєння
  - Samoa Western — Західне Самоа
  - Work Sheet — лист
- WS3[262] — Weapon Survivability and Security System — система захисту
- WSM[263]
  - Samoa Western — Західне Самоа
- WSP — Weapon System Partnership — партнерство в області озброєння

- WWMCCS[264] — Worldwide Military Command & Control System — глобальне військове командування і система управління

- WVR — Within Visual Range — видимість

- WX[265] — Weather — погода

- WZ[266] — Swaziland — Свазіленд

## X
- XO — Executive Officer — заступник командувача
- XR — Extended Range — розширений діапазон

## Y
- Y — Yes — так

- YE[267] — Yemen — Ємен
- YEM[267] — Yemen — Ємен

- YIR[268] — Yearly Infrastructure Report — річний звіт з інфраструктури

- YU[269] — Yugoslavia — Югославія

## Z
- ZA[270]
  - Zambia — Замбія
  - South Africa — Північна Африка
  - Area of Action[271] — сфера діяльності
- ZAF[270] — South Africa — Північна Африка
- ZAR[270]
  - Zaire — Заїр

- ZDA[272] — Air Defence Area — площа протиповітряної оборони

- ZI[270] — Zimbabwe — Зімбабве

- ZK[270] — Czech Republic — Чехія

- ZM[270] — Zambia — Замбія
- ZMB[270] — Zambia — Замбія

- ZR[270] — Zaire — Заїр
- ZRR[273]
  - Area of Intelligence Responsibility — область відповідальності (розвідка)

- ZULU[274] — Standard Time — середній час за Гринвічем

- ZSNF[275] — French National Safety Area — національна зона безпеки (Франція)

- ZTL[276] — Weapon Free Zone — зона, вільна від зброї

- ZW[270] — Zimbabwe — Зімбабве
- ZWE[270] — Zimbabwe — Зімбабве